# Julian Priester
Pour les articles homonymes, voir Priester.
Julian Priester, né le 29 juin 1935 à Chicago, est un tromboniste américain de jazz.